# كابريجليا إيربينا
كابريجليا إيربينا هي كومونا في اقليم أفيلينو كامبانيا بإيطاليا.

## المشاهير
- جيان بيترو كارافا ، البابا بولس الرابع